# Paulo Jovio

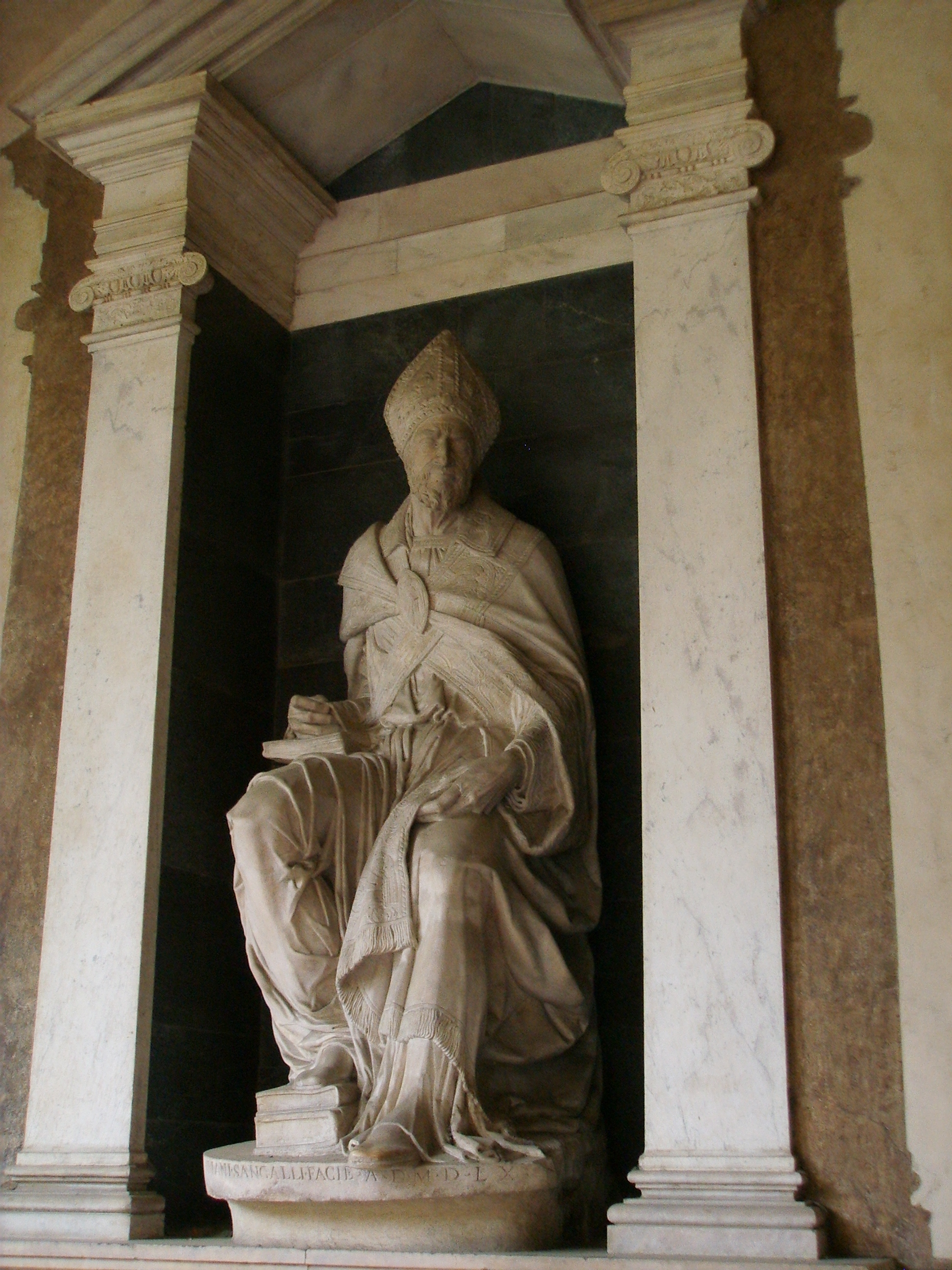
Tumba de Paolo Giovio por Francesco da Sangallo, en la Basílica de San Lorenzo, Florencia.

Paolo Giovio, castellanizado como Paulo Jovio (Como, 19 de abril de 1483-Florencia, 11/12 de diciembre de 1552), fue un humanista, médico, historiador, biógrafo y prelado italiano del Renacimiento.

## Biografía
El padre de Paolo Giovio era un notario que murió en torno al año 1500. Paolo contaba con un hermano mayor, Benedetto Giovio, historiador y humanista, quién cuidó de su formación. Se apasionó por las letras, pero su familia lo encauzó hacia los estudios de Medicina en Pavía y Padua; en esta última ciudad se graduó en 1511.
Ejerció como médico en Como, pero empezó muy pronto a viajar por Italia y Europa. Se trasladó a Roma, donde el papa León X (hijo de Lorenzo el Magnífico) le asignó la cátedra de Filosofía moral y, al año siguiente, la de Filosofía natural en la Universidad de Roma. En el mismo periodo inició su actividad como historiador. En 1517 fue nombrado médico del cardenal Giulio de Medici, futuro Papa Clemente VII. Interesado en la zoología, publicó además un tratado sobre los venenos y De Romanis piscibus (Roma, 1524). Cuando Giulio de Medici fue nombrado papa fue promovido a obispo de Nocera (1528) y enviado a importantes misiones diplomáticas. Levantó un palacio en la ribera del lago de Como provisto de un importante museo y de frescos manieristas de Giorgio Vasari. Escribió sobre las guerras de Italia en latín Historias de su tiempo (1550–1552), pronto vertidas al castellano por Gaspar de Baeza (Salamanca: Andrea de Portonariis, 1562-1563). unos Elogia virorum litteris illustrium y Elogios o vidas breves de los caballeros antiguos y modernos  biografías de celebridades de su época,muy reimpresos en varios lugares de Europa.

## Obras
- 1524 — De romanis piscibus libellus
- 1525 — De legatione Basilii Magni Principis Moschoviae ad Clementem VII
- 1531 — Commentari delle cose de’ Turchi (vueltos a publicar en latín en 1537)
- 1546 — Elogia virorum litteris illustrium
- 1548 — Descriptio Britanniae, Scotiae, Hyberniae et Orchadum
- 1549 — Vitae. Le vite di dicenove huomini illustri. Di dodici Visconti, & di Sforza, Duchi di Milano. Di Leone Decimo, & Adriano Sesto Pontefici. Di Pompeo Cardinal Colonna. Di Ferrante Davalo Marchese di Pescara. Del Gran Capitano. Et d'Alfonso Primo da Este, Duca terzo di Ferrara...
- 1550/1552 — Historiarum sui temporis ab a. 1494 ad a. 1547 libri XLV; traducida al español como Libro de las historias y cosas acontescidas en Alemaña, España, Francia, Italia, Flandres, Inglaterra, Reyno de Artois, Dacia, Grecia, Sclauonia, Egypto, Polonia, Turquía, India y mundo nueuo y en otros reynos y señorios, començando del tiempo del Papa León y de la venida de Carlos quinto de España hasta su muerte, compuesto por Paulo Iouio en latin; y traduzido en romance castellano por Antonio Ioan Villafranca médico valenciano: y por el mismo añadido lo que faltaua en louio hasta la muerte del invictísimo Emperador Carlos quinto nuestro rey y señor; dirigido al muy alto y muy poderosos señor don Carlos, príncipe de las Españas. Valencia. 1562. En casa de Ioan Mey.[1]
- 1556 — Ragionamenti sopra i motti e i disegni d'arme e d'amore che comunemente chiamano Imprese
- 1559 — Dialogo dell'imprese militari et amorose di Monsignor Giovio Vescovo di Nocera
- 1559 — Larii lacus descriptio, Venetiis
- 1560 — Vite brevemente scritte d'huomini illustri di guerra
- 1605 — Lettere volgari, raccolte dal Domenichi.